# Санта-Круз (горы)
Санта-Круз (англ. Santa Cruz Mountains) — часть Берегового хребта Тихоокеанского побережья, представляют собой горный хребет в западной части Калифорнии, США, который простирается через округа Сан-Матео, Санта-Клара и Санта-Круз. Наивысшая точка — гора Лома-Приета (1154 м), недалеко от которой в 1989 году находился эпицентр землетрясения Лома-Приета. Среди других высот Юмунгам (1063 м), Билавски (985 м), Сомбросо (914 м), Блэк-Маунтин (850 м), Игл-Рок (758 м) и Сиерра-Морена (737 м). В горах и на прилегающих территориях расположено около 30 винных хозяйств.
Крупнейшие города, расположенные непосредственно у гор — Санта-Круз, Сан-Хосе на востоке и Сан-Франциско на севере.
Самая северная часть гор Санта-Круз, расположена к северу от Half Moon Bay Road (SR 92), известна как гора Монтара; средняя часть — это горы Сьерра-Морена, которые включают вершину Сьерра-Морена, и простирается на юг до пропасти в водохранилище Лексингтон; к югу от пропасти горный хребет известен как Сьерра-Азул.